# Айели
Айѐли (на италиански: Aielli) е село и община в Южна Италия, провинция Акуила, регион Абруцо. Разположено е на 1075 m надморска височина. Населението на общината е 1449 души (към 2012 г.).